# Андрей, Виолета
Виолета Андрей (рум. Violeta Andrei; 29 марта 1941, Брашов, Румыния) — румынская актриса театра и кино.

## Биография
В 1965 году окончила бухарестский Институт театра и кино «И. О. Караджиале» (IATC)(ныне Национальный университет театра и кино «И. О. Караджиале» (Бухарест).
Выступала как актриса Teatrului National Radiofonic.
В кино дебютировала в 1966 году в фильме режиссёра Мирча Дрэгана «Голгофа». Снялась в 40 фильмах Румынии и ГДР.
На протяжении своей творческой карьеры была удостоена рядом наград: премией Союза кинематографистов Румынии за роль в фильме "Я, ты и Овидиу" в 1979 году , премии на фестивале в Авелино и специального приза жюри Saggitario D'Oro, присуждаемого Академией художеств в Риме.
Жена бывшего министра иностранных дел Социалистической Республики Румыния Штефана Андрей.

## Избранная фильмография
- 1966 — Голгофа / Golgota
- 1972 — Феликс и Отилия / Felix și Otilia
- 1973 — Август в огне / August in flacari
- 1973 — Вероника возвращается / Veronica se întoarce
- 1975 — Штефан Великий – 1475 год
- 1975 — За песками / Dincolo de nisipuri
- 1975 — Дом в полночь / Casa de la miezul noptii
- 1976 — Мама — Ласточка
- 1976 — В пыли звёзд
- 1977 — Аурел Влайку / Aurel Vlaicu
- 1978 — Северино / Severino
- 1978 — Руки Афродиты / Bratele Afroditei
- 1979 — Мгновение / Clipa
- 1979 — Союз племени ирокезов / Blauvogel
- 1980 — Бледный свет скорби / Lumina palida a durerii
- 1981 — Пой, ковбой, пой / Sing, Cowboy, sing
- 1981 — Капкан для наёмников
- 1981 — Мир без неба / O lume fara cer
- 1982 — Клоуны на северном полюсе / Saltimbanc la Polul Nord, Un
- 1982 — Вильгельм Завоеватель / Wilhelm Cuceritorul
- 1983 — Клоуны / Saltimbancii (в советском прокате «Этот грустный весёлый цирк»)
- 1983 — Как в кино / Ca-n filme
- 1983 — Смешно, как в жизни / Rîdeti ca-n viata
- 2006 — Грехи Евы (сериал, 2005—2006) / Pacatele Evei